# Marie-Louise de Bourbon-Parme (1870-1899)
Pour les autres membres de la famille, voir Maison de Bourbon-Parme.
Pour les articles homonymes, voir Marie-Louise de Bourbon-Parme, Marie-Louise de Bourbon et Marie-Louise.
Titre
Princesse de Bulgarie
20 avril 1893 – 31 janvier 1899
(5 ans, 9 mois et 11 jours)
Marie-Louise de Bourbon-Parme, née le 17 janvier 1870 à Rome en Italie et morte le 31 janvier 1899 à Sofia en Bulgarie, est une princesse consort de Bulgarie par son mariage.

## Biographie

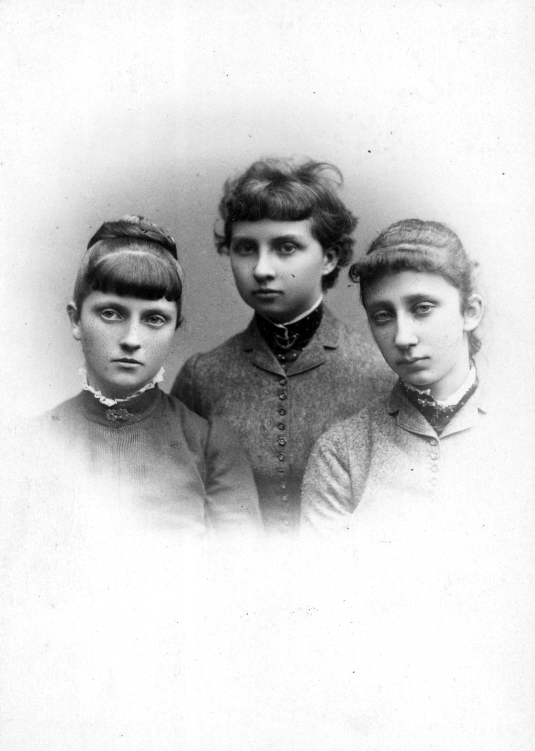
Marie-Louise (à droite) avec ses cousines germaines Louise (à gauche) et Blanche (au centre).

Née à Rome en 1870, fille aînée du duc détrôné Robert Ier de Parme et de Maria Pia des Grâces de Bourbon-Siciles, Marie-Louise de Bourbon-Parme reçoit le prénom de sa grand-mère Louise d'Artois, petite-fille du roi de France Charles X et sœur du « comte de Chambord ». Elle perd sa mère à l'âge de 12 ans. Son père se remarie avec Antónia de Bragance qui n'a que huit ans de plus qu'elle. Son parrain est le pape Pie IX tandis que sa marraine est son arrière-grand-mère la duchesse douairière de Parme.
Finalement, Marie-Louise est l'aînée de vingt-quatre enfants dont les derniers, nés après son décès prématuré, sont plus jeunes que leurs neveux. Parmi eux, notons sa demi-sœur, la dernière impératrice d'Autriche Zita (née en 1892) et ses demi-frères Sixte et François-Xavier, officiers dans l'armée belge, qui soutiennent les projets de paix de leur beau-frère l'empereur d'Autriche Charles Ier en 1917, Félix, futur prince de Luxembourg (né en 1893), et René (né en 1894), dont la fille Anne est l'épouse du dernier roi de Roumanie.
En novembre 1892, six mois après la naissance de sa demi-sœur, Zita de Bourbon-Parme, future impératrice d'Autriche, Marie-Louise est officieusement fiancée au prince régnant de Bulgarie, Ferdinand de Saxe-Cobourg, fils benjamin de l'ambitieuse Clémentine d'Orléans, sans l'avoir jamais rencontré. L'annonce des fiançailles est rendue publique en Bulgarie en février 1893. Le 8 avril 1893, la descendante du roi Charles X épouse donc le petit-fils du roi des Français Louis-Philippe Ier à la Villa Pianore en Italie et devient princesse consort de Bulgarie Le mariage n'est pas sans causer quelques problèmes protocolaires, en effet l'oncle par alliance de Marie-Louise, le duc de Madrid, se considère comme le roi titulaire de France, une qualité dont se prétend également le cousin germain de Ferdinand.
De cette union naissent quatre enfants, :
- Boris, prince héritier puis roi (1894-1943), qui épouse en 1930 Jeanne d'Italie (1907-2000) ;
- Cyrille, prince de Prestlav (1895-1945) ;
- Eudoxia, princesse de Bulgarie (1898-1985) ;
- Nadejda, princesse de Bulgarie (1899-1958), qui épouse en 1924 Albrecht Eugen de Wurtemberg (1899-1958), fils cadet du prétendant au trône Albert de Wurtemberg.

Décrite par un historien comme « une créature au long nez, aux manières silencieuses et de nature généreuse », Marie-Louise doit supporter, tout au long de sa vie conjugale, la bisexualité de son époux Ferdinand. En effet, ce dernier a un attrait pour les beaux jeunes hommes blonds, et se rend fréquemment à Capri, une retraite bien connue des riches homosexuels de la fin du XIXe siècle. Sa belle-mère, la princesse Clémentine décrira sa belle-fille dans une lettre à la Reine Victoria « Malheureusement elle n’est pas très belle, c’est la seule chose qui lui manque, puisqu’elle est charmante, gentille, pleine d’esprit, intelligente et vraiment aimable ».
Profondément catholique, elle est outrée lorsque son mari, trahissant ses engagements, fait baptiser leur fils aîné dans la religion orthodoxe et se réfugie un temps dans sa famille avec son fils cadet en proie à de profondes angoisses. Le 31 janvier 1899, Marie-Louise, alors âgée de 29 ans, meurt en mettant au monde la princesse Nadejda.
Elle est inhumée à la cathédrale Saint-Louis de Plovdiv, où une épitaphe en latin et en bulgare rappelle son souvenir.

## Distinctions
- 29 juillet 1898 : dame grand-croix de l'ordre de Sainte-Catherine ;
- Dame grand-croix de l'ordre de Saint-Alexandre ;
- 15 mai 1893 ː Récipiendaire de la médaille commémorative pour le mariage du Prince Ferdinand Ier et de Marie-Louise.

### Articles sur Marie-Louise
- (en) Olivier Defrance, « A Life Without Tenderness: Princess Marie Louise of Bourbon Parma (part.I) », Royalty Digest Quarterly, no 1,‎ 2024, p. 1-10 (ISSN 1653-5219).

- (en) Olivier Defrance, « A Life Without Tenderness: Princess Marie Louise of Bourbon-Parma (part. II) », Royalty Digest Quarterly, no 2,‎ 2024, p. 1-10 (ISSN 1653-5219).

### Ouvrages généalogiques
- Michel Huberty, Alain Giraud, F. Magdelaine et B. Magdelaine, L’Allemagne dynastique, t. I : Hesse-Reuss-Saxe, Le Perreux-sur-Marne, A. Giraud, 1976, 587 p. (ISBN 978-2-90113-801-3).
- Jean-Charles Volkmann, Généalogie des rois et des princes d'Europe, Paris, Gisserot, 1998, 127 p. (ISBN 978-2877473743).
- Nicolas Énache, La descendance de Marie-Thérèse de Habsburg, Paris, Éditions L'intermédiaire des chercheurs et curieux, 1999, 795 p. (ISBN 978-2-908003-04-8).